# Kasteel van Diepenbeek
Het Kasteel van Diepenbeek, ook Rentmeesterij van Alden Biesen genoemd , is een historisch gebouw in Diepenbeek, gelegen aan de huidige Stationsstraat.
Het oudste gedeelte van het kasteel is de slottoren of donjon, die mogelijk onderdeel was van een waterburcht gebouwd in 1433. 
Door aankopen in 1663 en 1678 kwam de heerlijkheid Diepenbeek in bezit van de landcommandeur van Alden Biesen van de ridders van de Duitse Orde. Het domein werd bewoond door de rentmeester van de landcommandeurs. Daarvoor werd er in de 17de eeuw een nieuwe woning gebouwd. Van het huidige kasteel op L-vormige plattegrond dateert de oudste noordwestelijke vleugel uit de tweede helft van 17de eeuw. De huidige classicistische gevel dateert uit de eerste helft van de 18de eeuw. Rondom is de oorspronkelijke omgrachting gedeeltelijk bewaard.
Boven de hoofdingang (nu de achterzijde) bevindt zich het stenen wapenschild van Karel Alexander van Lotharingen, die van 1761 tot 1780 grootmeester was van de Duitse Orde. 
Bij de definitieve opheffing van de Duitse Orde tijdens de Franse bezetting in 1796, en de verkoop van de eigendommen ten behoeve van de staatskas, komt het rentmeestersverblijf in privé-bezit. In 1924 werd het rentmeestersverblijf gekocht door notaris E. Jageneau-Vandenhove en bleef het in bezit van dezelfde familie. 
In 2021 werd het kasteel en de omgeving grondig gerestaureerd.

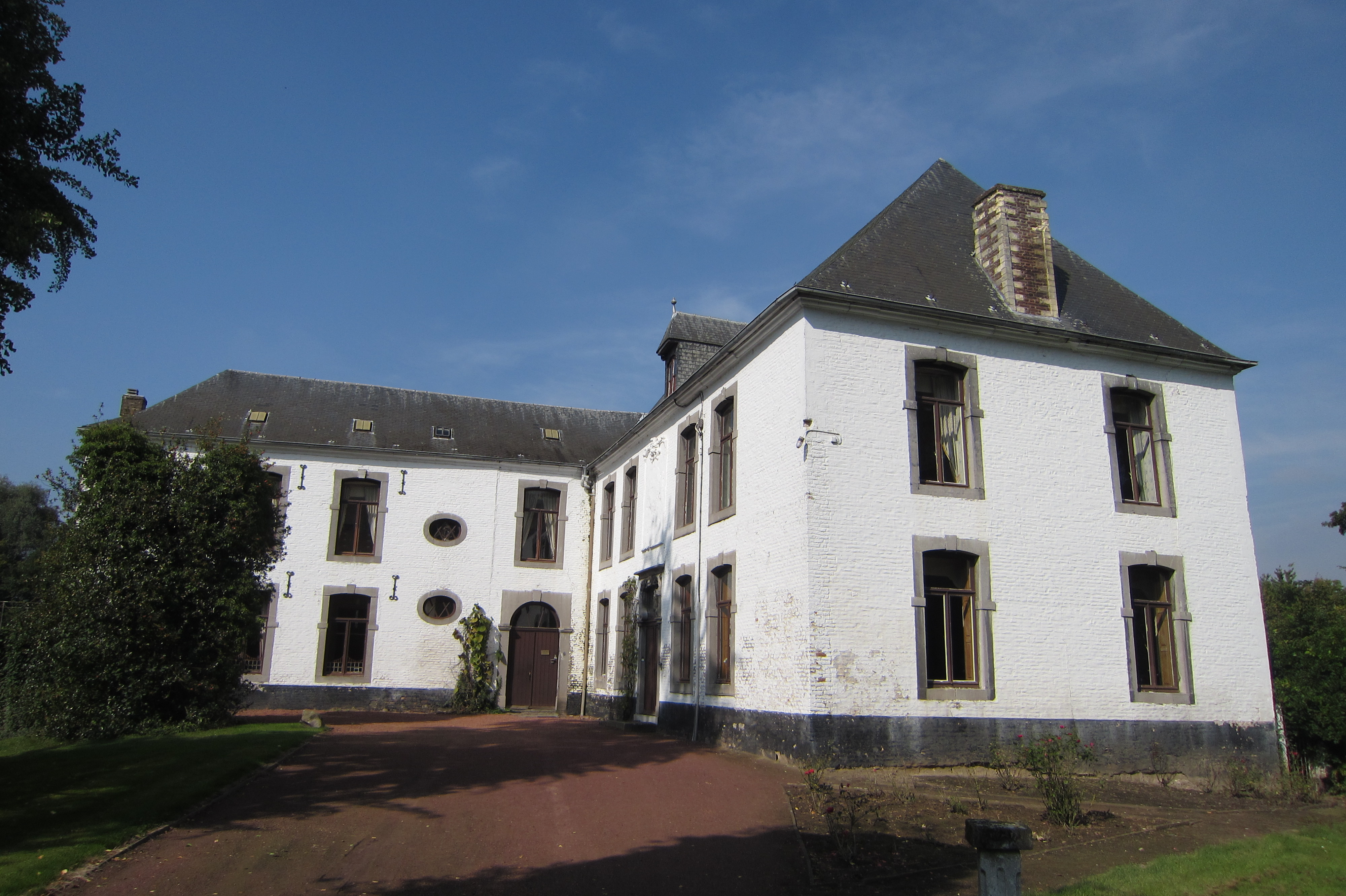
Vroeger rentmeestersverblijf
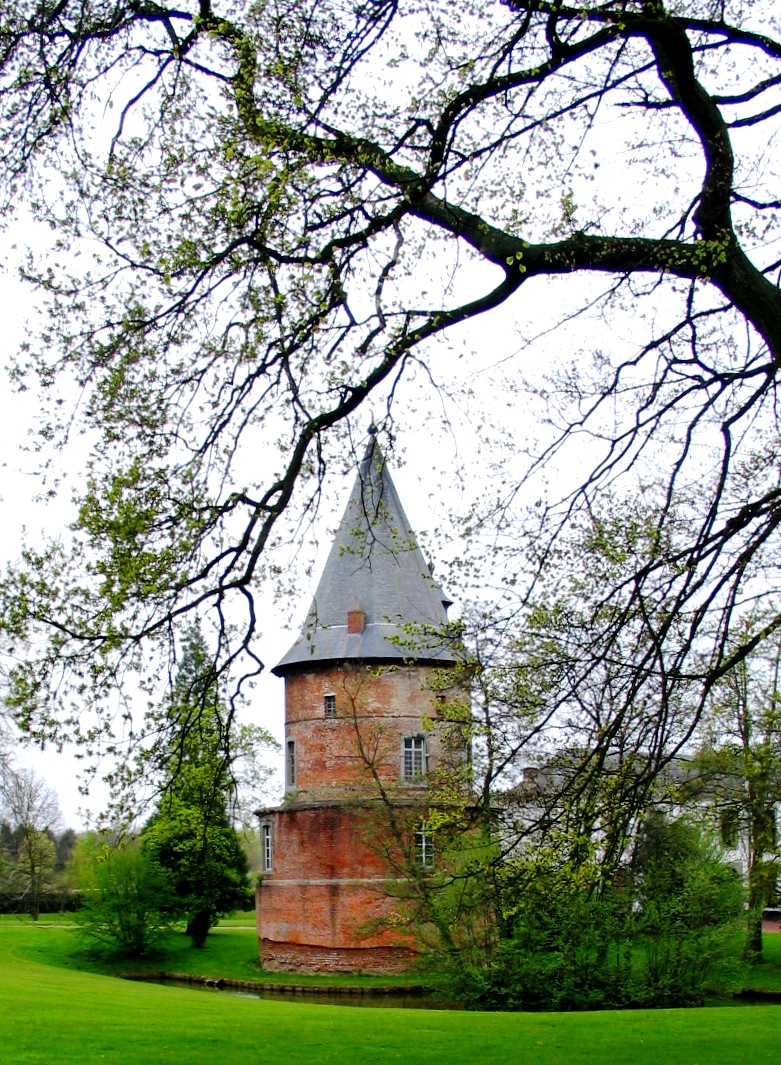
Donjon van oude waterburcht
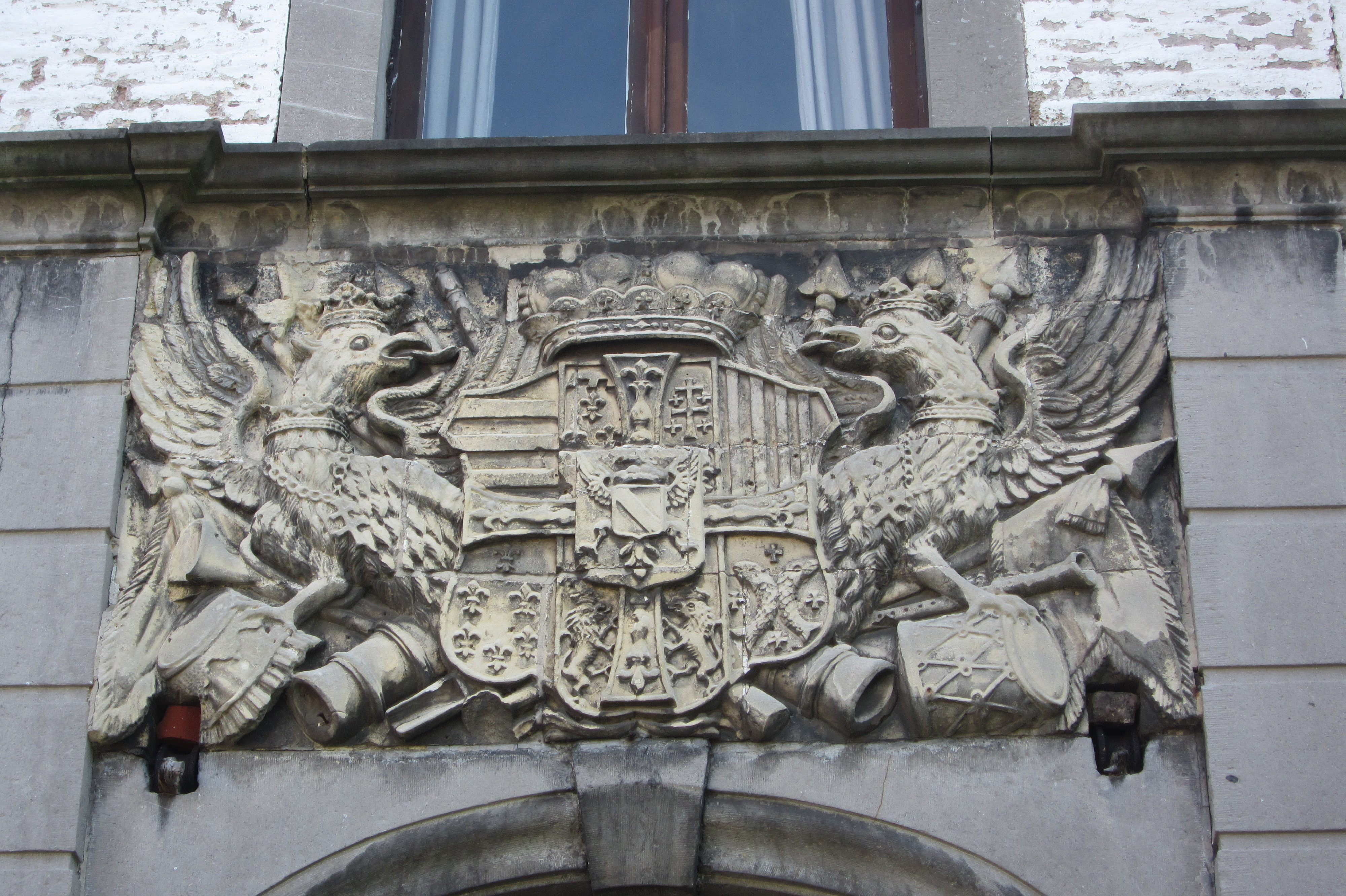
Stenen wapen grootmeester Karel Alexander van Lotharingen boven inkomdeur